# 4103 Chahine
4103 Chahine eller 1989 EB är en asteroid i huvudbältet som upptäcktes 4 mars 1989 av den amerikanske astronomen Eleanor F. Helin vid Palomar-observatoriet. Den är uppkallad efter Moustafa Chahine.
Asteroiden har en diameter på ungefär 15 kilometer.